# Nikolaj Aleksandrovič Lejkin
Nikolaj Aleksandrovič Lejkin (in russo Николай Александрович Лейкин?; San Pietroburgo, 19 dicembre 1841 – San Pietroburgo, 19 gennaio 1906) è stato uno scrittore e giornalista russo.
Fu autore di racconti brevi e di alcuni romanzi: Stukin e Chrustalnikov (1886), Il satiro e la ninfa (1888), Il nostro oltremare (1884), che fu vietato in Polonia dalla censura zarista, insieme con tutta la produzione di Lejkin.
Collaborò in diversi periodici e diresse la rivista umoristica Oskolki (Осколки), che pubblicò molti racconti giovanili di Anton Čechov, firmati con lo pseudonimo di Antoša Čechontè.

## Lejkin e Čechov
Come direttore e redattore capo della rivista Oskolki, che usciva settimanalmente a San Pietroburgo, nell'ottobre 1882 contattò Anton Čechov che con il fratello Nicolaj là si trovava. Il redattore era alla ricerca di un collaboratore non troppo esigente in fatto di retribuzione e che stesse bene attento a non indisporre la censura di Alessandro III. A Lejkin servivano racconti brevi sulla vita quotidiana moscovita conditi con un pizzico di umorismo.
Čechov accettò di buon grado e per un compenso di otto copeche a riga, ovvero quattro/cinque rubli a racconto lo scrittore iniziò la collaborazione sotto lo pseudonimo di Cechontè spedendo regolarmente da Mosca articoli che secondo contratto non dovevano superare le 100 righe. Questo impegno fu un fatto importante per la carriera artistica di Čechov e fu il primo passo verso la notorietà.